# درصاف القنواطي
درصاف القنواطي (10 فبراير 1984 -) حكم كرة قدم تونسية، وهي أول امرأة تونسية وعربية تدير مباراة ختامية للرجال، وذلك في الدوري التونسي الممتاز في موسم (2018 - 2019) بين فريقي الترجي والنادي الرياضي البنزرتي.

## سيرة شخصية
هي معلمة تربية بدنية، بدأت اللعب في كرة القدم في عام 2005 كحارسة مرمى في نادي الاتحاد المغربي، ثمّ انضمت لنادي باردو 2، إلا أنها تركت اللعب بسبب الدراسة ، وبعد تخرجها، عادت لتبدأ مسيرتها كحكم في عام 2011، وفي عام 2015، حصلت على الشارة الدولية من الاتحاد الدولي لكرة القدم (فيفا).
وفي عام 2017، كانت أول امرأة تتولى حكم مباراة في الدوري الثاني، والتي كانت بين نادي الملعب التونسي وجمعية جربة.
وفي 15 فبراير 2018، أدارت في العاصمة المغربيّة الرّباط مباراة الدور الثاني من تصفيات كأس العالم في صنف الصغريات بين المغرب وجنوب أفريقيا.
وفي 15 يونيو 2019، قامت بتحكيم المباراة بين الترجي الرياضي التونسي والنادي الرياضي البنزرتي في اليوم الأخير من موسم الرابطة التونسية المحترفة الأولى موسم (2018 - 2019).

## روابط خارجية
- درصاف القنواطي على موقع Soccerway.com (الإنجليزية)